# Bilinguismo passivo
Il bilinguismo passivo è la condizione mediante la quale una persona, che comprende e parla una lingua, comprende una seconda lingua senza parlarla.
Un bilingue passivo appartiene a una categoria di persone che hanno avuto abbastanza esposizione a una lingua durante l'infanzia da averne una comprensione equivalente ai madrelingua, ma che non hanno una padronanza sufficiente per utilizzarla attivamente. Questi individui sono comuni soprattutto in comunità dove si è verificato un cambio di lingua. Per esempio, circa il 10% del popolo Ainu che parla la propria lingua è considerato bilingue passivo. Questi gruppi sono spesso l'oggetto di tentativi di ravvivare la lingua per aumentare il numero delle persone che la parlano, poiché è più facile per loro acquisire una padronanza attiva e vicina alla qualità madrelingua piuttosto che per coloro con nessuna conoscenza della lingua. Si trovano anche in aree dove si cresce sentendo un'altra lingua fuori dalla propria famiglia senza educazione formale.
È spesso paragonato con il bilinguismo attivo che si verifica quando un individuo comprende e parla due lingue.
Nel Paese basco il 99,3% dei locutori bascofoni sono bilingui, tra cui 801.000 sono bilingui attivi e 454.000 passivi.
In Italia, un esempio di bilinguismo passivo può essere la realtà sarda dove su 1.600.000 nativi, solo il 3% non capisce il sardo. Della restante popolazione, circa 1.450.000 che comprendono la lingua, 450.000 circa sarebbero bilingui passivi.